# Licneremaeus propinquus
Licneremaeus propinquus är en kvalsterart som beskrevs av Balogh 1958. Licneremaeus propinquus ingår i släktet Licneremaeus och familjen Licneremaeidae. Inga underarter finns listade i Catalogue of Life.